# Juan José Paso (Buenos Aires)
Juan José Paso is een plaats in het Argentijnse bestuurlijke gebied Pehuajó in de provincie Buenos Aires. De plaats telt 2.226 inwoners.